# Patriarca di Romania
Con l'appellativo «Patriarca di Romania» si indica il capo spirituale della Chiesa ortodossa rumena. Dal 12 settembre 2007 la carica è ricoperta da Daniele. Il primo Patriarca fu Miron Cristea nel 1925. Benché il patriarcato sia di creazione piuttosto recente, esso è la continuazione della Metropolia di Ungro-Valacchia, avente alle spalle degli antecedenti storici molto antichi.

## Metropoliti di Valacchia

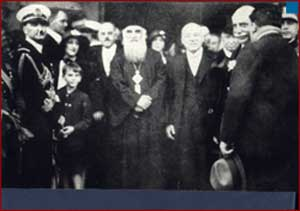
Il Patriarca Miron Cristea.

- Nifon (1850–1875)
- Calinic (1875–1886)
- Iosif (1886–1893)
- Ghenadie (1893–1896)
- Iosif (1896–1909),
- Atanasie (1909–1911)
- Conon (1912–1919)
- Miron (1919–1925)

## Metropoliti di Valacchia e Patriarchi di Romania
- Miron (1925–1939)
- Nicodim (1939–1948)
- Justinian (1948–1977)
- Iustin (1977–1986)
- Teoctist (1986–2007)
- Daniele (dal 2007)